# Parodie
Eine Parodie (griechisch παρῳδία parōdía „Gegenlied“ oder „verstellt gesungenes Lied“) ist eine verzerrende, übertreibende oder verspottende Nachahmung eines Werks, eines Genres oder einer Person(engruppe) in deren wiedererkennbarem Stil.

## Begriff
In einer Parodie werden charakteristische Eigenschaften des Originals überzeichnend nachgeahmt. Dies hat häufig eine komische Wirkung. Eine Parodie braucht nicht zwingend abwertenden Charakter zu haben, denn sie bestätigt die Bedeutung des Originals. Oft kann sie sogar eine Hommage auf den parodierten Gegenstand sein.
Parodien benötigen nicht zwingend ein konkretes Original. Auch ein Genre als Ganzes kann parodiert werden, wenn es gut wiedererkennbar ist. Da für die komische Wirkung die Kenntnis des Originals unerlässlich ist, lässt sich die Parodie literaturtheoretisch als eine Form des intertextuellen Schreibens begreifen.
Der Parodie nahe verwandte Formen sind die Travestie, die nicht den Stil der Vorlage nachahmt, sondern ihren Inhalt in komisch veränderter Form wiedergibt, und das Pastiche. Travestie und Parodie werden häufig unter dem Oberbegriff Persiflage zusammengefasst. Pastiche und Parodie leben beide von ihrer Nähe zum Originaltext, wobei das Pastiche die Gemeinsamkeiten betont und die Parodie die Unterschiede. Eine Sonderform der Parodie ist das Cento.
Als eine der frühesten Parodien der abendländischen Literatur gilt die Homer zugeschriebene, tatsächlich aber aus dem 1. Jahrhundert v. Chr. stammende „Batrachomyomachie“ (Froschmäusekrieg), in der in parodistischer Manier unter anderem die Kriegsszenen der Ilias nachgeahmt werden.
Parodie kann nicht nur als Genre betrachtet werden, sondern auch als Schreibweise. Als solche kann sie auch in anderen Gattungen auftreten. Gerade die Satire verwendet häufig parodistische Verfahren, was eine eindeutige Unterscheidung zwischen Parodie und Satire erschwert. Beide Genres bzw. Schreibweisen nutzen Ironie als Stilmittel mit unterschiedlicher Wirkung. Im Gegensatz zur Parodie bezieht sich die Satire auf Elemente außerhalb von Texten und ist immer wertend: Sie enthält notwendig eine Kritik, während eine Parodie auch nur auf Komik beruhen kann. Viele Parodien wurden jedoch auch in der Absicht verfasst, die Unzulänglichkeiten des parodierten Originals zu kritisieren oder sie polemisch der Lächerlichkeit preiszugeben. Vladimir Nabokov brachte den Unterschied in der Sentenz auf den Punkt, Satire sei eine Unterrichtsstunde, Parodie sei ein Spiel.

## Theoriegeschichte
Die aktuelle (literatur-)wissenschaftliche Theoriebildung zur Parodie beginnt mit den russischen Formalisten. Sie beschäftigten sich mit der Parodie und erkannten ihre wichtige Rolle für die Literaturgeschichte. Indem die Parodisten vorhandene Werke und Autoren imitieren und ihnen neue Aspekte hinzufügen, entwickelt sich die Literatur weiter.
Bei Bachtin ist die Parodie notwendig intertextuell. Der zentrale Punkt seiner Untersuchungen ist die Dialogizität. Jeder Text tritt in Dialog mit früheren Texten, enthält selbst mehrere Stimmen wie z. B. die Heldenstimme oder die Erzählerinstanz und enthält andere Gattungen wie z. B. Gedichte, Briefe etc. Genette diskutiert die Parodie im Rahmen der Intertextualität. In diesem Zusammenhang prägt er den Begriff der Hypertextualität, um die Beziehung zwischen Hypotext und Hypertext zu beschreiben. Auf struktureller Ebene wird diese Beziehung entweder durch Transformation oder durch Nachahmung hergestellt. Genette unterscheidet drei Register: spielerisch, satirisch und ernst. Als Parodie bezeichnet er die spielerische Transformation.

## Ausbildungen

### Theater
Die wandernden Schauspieler (vgl. Deutsche Wanderbühne) ahmten das höfische Theater nach, indem sie auf Grundlage gedruckter (zunächst italienischer, später französischer) Texte und in Form von Parodien Kritik an Obrigkeit, sozialen Unterschieden und anderen Missständen der Gesellschaft übten. Durch Banalisierung ihrer Vorlagen karikierten sie bewusst das höfische Leben ihrer Zeit.
Auf den Pariser Jahrmärkten entwickelte sich im 18. Jahrhundert im Vorfeld der französischen Revolution eine weitherum beachtete Kultur der theatralischen Parodie und Travestie, die den Anstoß zu vielen Theatergattungen des 19. Jahrhunderts wie Opéra comique, Pantomime, Melodram und Posse gab.
Im Alt-Wiener Volkstheater wurden häufig bekannte Opern oder Theaterstücke als Vorlage genommen oder ironisch zitiert. Johann Nestroy etwa hat ganze Werke paraphrasiert (Judith und Holofernes, Robert der Teuxel, Tannhäuser oder Die Keilerei auf der Wartburg) oder für seine Quodlibets musikalische Anleihen sogar bei Mozart genommen (Der Talisman, Höllenangst).

### Musik
In der Musik hatte der Begriff ursprünglich eine andere Bedeutung. Parodie oder Parodieverfahren war in der Barockmusik und in der Klassik die Umgestaltung eines musikalischen Werks, um es für andere Zwecke verfügbar zu machen oder anderen Klangvorstellungen anzupassen. Diese Umgestaltung kann eine neue Textunterlegung sein (siehe auch Kontrafaktur) oder eine rein musikalisch-kompositorische.
Beispiele finden sich bei Händel, Bach, Haydn und vielen anderen. Parodien in diesem Sinne sind auch die Umarbeitungen von Musikstücken, etwa aus Musicals, wie sie von den Musikern des Modern Jazz unter der Gattungsbezeichnung bebop head komponiert wurden, jedoch wird hier, angelehnt an die Terminologie der englischsprachigen Musiktheorie, meist der Begriff Kontrafaktur verwendet.
Seit dem 18./19. Jahrhundert bezeichnet Parodie auch in der Musik zunehmend eine karikierende, satirisch zuspitzende oder ironisierende Nachahmung bestimmter musikalischer Gattungen (Bsp.: Opernparodie), Stilrichtungen oder Satztechniken. Beispielhaft seien die Konzerte von P. D. Q. Bach oder Gerard Hoffnung genannt.
Seit dem 20. Jahrhundert werden insbesondere in der Popmusik Lieder anderer Künstler mit satirischen oder parodistischen Texten versehen, welche den Inhalt des Originals oder auch Themen der Popkultur aufgreifen. Die grundlegende Melodie des Stückes bleibt dabei meist erhalten, die Instrumentation kann dabei variieren. So hat beispielsweise der Musiker Weird Al Yankovic seine Liedparodien mit einem Akkordeon begleitet.
Auf YouTube befinden sich viele Kanäle, die sich damit beschäftigen, bekannte Lieder zu parodieren. Dabei werden die Lieder oftmals mittels neuer Texte in einen neuen Zusammenhang gebracht, beispielsweise zu Computerspielen, Filmen oder Fernsehserien. Diese Parodien sind zumeist Bestandteil der Internetphänomene bestimmter Lieder. Zu den am häufigsten auf diese Weise parodierten Liedern zählen Gangnam Style von Psy, Call Me Maybe von Carly Rae Jepsen und Friday von Rebecca Black.

### Film
Zu den bekanntesten Filmparodisten zählt Mel Brooks, der u. a. die Star-Wars-Parodie Spaceballs (1987) und die Western-Parodie Der wilde wilde Westen (1974) schuf. Im selben Jahr wie der letztgenannte Film feiert auch die britische Comedy-Gruppe Monty Python mit Die Ritter der Kokosnuß ihr Leinwand-Debüt, die u. a. die Artussage persifliert. In Großbritannien war in den 1960er und 1970er Jahren auch die Carry-On-Filmreihe (In Deutschland als „Ist ja Irre“ bekannt) Kult.
In den 1980er Jahren brachten David Zucker, Jim Abrahams und Jerry Zucker ihre Katastrophenfilm-Parodie Die unglaubliche Reise in einem verrückten Flugzeug in die Kinos. Es folgten in den 1990ern mit den Filmreihen Die nackte Kanone, die sich an Polizeifilm-Fernsehserien orientierte, und Hot Shots!, die Pilotenfilme wie Top Gun nachahmte.
Mit Filmen wie etwa der Scary Movie-Reihe (2000–2013) erfreut sich dieses Filmgenre weiterhin großer Beliebtheit. In den 2000er Jahren konnte auch der britische Regisseur Edgar Wright mit seiner parodistischen Blood-and-Ice-Cream-Trilogie bestehend aus Shaun of the Dead (Zombiefilm), Hot Fuzz (Actionfilm) und The World’s End (Science-Fiction-Horror), jeweils mit Simon Pegg in der Hauptrolle, große Erfolge bei Publikum und Kritik einfahren. Auch das Regie-Duo Jason Friedberg und Aaron Seltzer produziert seit Jahren Parodiefilme, die zwar stets schlechte Kritiken erhalten und als schlechte Imitate von ZAZ angesehen werden, aber kommerziell stets erfolgreich sind.
In Deutschland erlangten Filme wie Der Schuh des Manitu und Der Wixxer bei Publikum und Kritik überraschende Erfolge.
Weitere Beispiele:
- 1923: Mud and Sand (USA, Gilbert Pratt)
- 1967: The Fearless Vampire Killers (Großbritannien, Roman Polański)
- 1976: Allegro non troppo (Italien, Bruno Bozzetto)
- 1982: Dead Men Don’t Wear Plaid (USA, Carl Reiner)
- 1984: Top Secret! (USA, Jim Abrahams, David Zucker, Jerry Zucker)
- 1996: Mars Attacks! (USA, Tim Burton)
- 2004: (T)Raumschiff Surprise (Deutschland, Michael Herbig)

### Videospiele
- Das Videospiel Parodius ist eine Parodie auf das Videospiel Gradius.
- Das Computerspiel Duty Calls ist eine Parodie auf den beliebten Ego-Shooter Call of Duty
- Das Computerspiel Lamers ist eine Parodie auf das Computerspiel Lemmings.
- Der Film The Legend of Zelda: Parody of Time ist eine Parodie auf das Videospiel The Legend of Zelda: Ocarina of Time.
- Die Enderman-Figur aus dem Videospiel Minecraft ist eine Parodie auf das Internet-Phänomen des Slender Man